# 托倫斯·庫姆斯
托倫斯·庫姆斯（Torrance Coombs，1983年6月14日—）是加拿大的一位演員。他最著名的作品包括在CW電視台電視劇風中的女王中飾演Sebastian，以及在 都鐸王朝中飾演Thomas Culpepper。庫姆斯出生並成長在溫哥華。

## 外部連結
- 官方网站
- 托倫斯·庫姆斯在互联网电影资料库（IMDb）上的資料（英文）